# 神巫女 -カミコ-
『神巫女 -カミコ-』（カミコ、英題: KAMIKO）は、日本のインディーゲームサークルのスキップモアが開発し、フライハイワークスより発売されたアクションゲーム。
神道の要素をベースにしたSF色のある世界を舞台とし、神から神器を与えられ姿を変えた巫女「神巫女（カミコ）」による冒険が展開される。

## システム
ゲーム開始時に後述の3人の「神巫女」から1人を選ぶ。プレイ途中でのキャラクターの交代はできない。
敵を攻撃して倒すと「SP」という数値が溜まり、連続で倒しコンボ数が増えるごとに一度に得られるSPの量が増えていく。このSPを50消費すると「スペシャルアタック」が発動し、周りの広範囲の敵を一度に攻撃できる。また、SPはステージ内の仕掛けを解く際にも消費される。
ステージ内の4箇所にある鳥居のようなゲート「幽現の門」の封印を解くとステージボスがいるエリアに進むことができ、ボスを倒すとステージクリアとなる。
全てのステージをクリアした際のクリアタイムは、キャラクターごとに上位5つまで保存される。

## 操作キャラクター
ヤマト
水の巫女の力を宿す少女。巫女でありながら卓越した剣技を持つ。
神器「クサナギノツルギ」を用いた素早い近距離攻撃を行う。
ウズメ
大地の巫女の力を宿す少女。一族の能力を持つ自覚のないまま森の奥で暮らしている。
神器「ヤサカニノマガタマ」を矢じりとした矢を放ち遠距離の敵を攻撃できる。
ヒノメ
火の巫女の力を宿す少女。普段は野山を駆け回る活発な性格。
神器「ヤタノカガミ」をブーメランのように前方に飛ばしつつ手にした短剣で近距離攻撃も行う。

## ステージ
目覚メノ森 (The Forest of Awakening)
木々に囲まれたステージ。とげが地面から突き出す箇所がある。
水ノ遺跡 (The Sunken Relics)
水に覆われたステージ。ワープ地点が複数配置されている。
灼熱ノ迷宮 (The Scorching Labyrinth)
溶岩が流れるステージ。現れた敵を全て倒さなければ先に進めないエリアがある。
廃都 邪馬台国 (The Ruins of Yamataikoku)
廃墟のようなステージ。これまでのステージに登場した仕掛けに加え、2つのゲートの開閉を切り替えるスイッチが配置されている。

## 開発
当初、フライハイワークスとスキップモアは、Steam向けにリリースを予定していたソフト『ピコンティア』の開発を進めていた。そうした中、この作品の開発が長期にわたるのではないかとの判断から、前段階として別の小規模作品を制作するという案をフライハイワークスが提示した。スキップモアも『ピコンティア』の開発資金を得る必要があると考え、2016年12月より本作の開発が開始された。
本作はNintendo Switch本体の発売日と同日（2017年3月3日）のリリースを目指していたことから短い期間で完成させる必要があった。このため「短時間で繰り返し遊べるゲーム」という方向性で制作され、往年のアーケードゲームのようなステージクリア型の内容にタイムアタックの要素を加えた形となった。
開発当初の操作キャラクターは、ヤマトとウズメに加え、本作と同じくスキップモアが手掛けるゲームソフト『フェアルーン』シリーズの主人公「異世界の少女」を隠しキャラクターとして登場させる案があった。しかし、初めから3体のキャラクターを使用できるほうが良いとの考えに至り、異世界の少女の名前を「ヒノメ」に変更し操作キャラクターの一人とした。こうした経緯から、ヒノメと異世界の少女の容姿は類似している。

## サウンドトラック
『神巫女 -カミコ-』オリジナル・サウンドトラック
フライハイワークスよりCDが2017年4月27日に発売。また、ダウンロード販売や定額制音楽配信サービスでの配信も行われている。全12曲。